# Bulis

Mapa de la zona de Grecia central donde se ubican algunas de las principales ciudades de la antigua Fócida. Bulis estaba situada cerca la costa, al sureste.

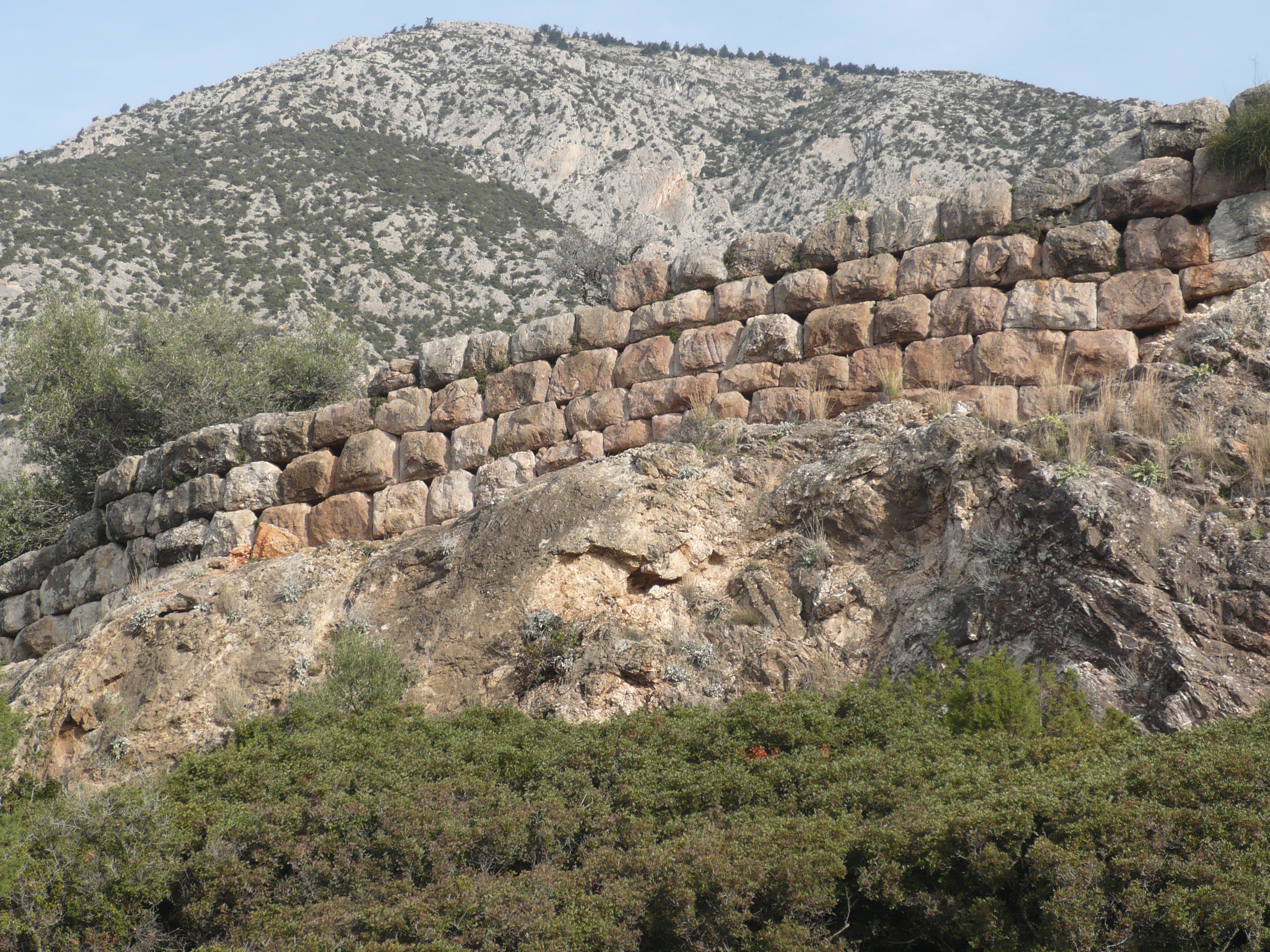
Murallas de la acrópolis de Bulis.

Bulis (en griego, Βούλις) es el nombre de una antigua ciudad griega de Fócide.
Según la tradición, su fundador epónimo fue Bulón, que era el caudillo que llevó hasta allí colonos procedentes de Dóride.
Pausanias dice que era una ciudad fronteriza y la ubica a unos ochenta estadios de Tisbe; menciona que entre Anticira y Bulis había unas montañas de difícil acceso y un torrente llamado Heracleo que desembocaba en el mar. Bulis estaba sobre un monte pero cerca había un puerto que se encontrada a unos siete estadios de Bulis y a cien de Anticira. Los habitantes de Bulis se dedicaban, en su mayoría, a la pesca de conchas para tinte de púrpura. Los edificios religiosos que tenía la ciudad eran santuarios de Ártemis y Dioniso, con imágenes de madera, aunque también se menciona que se veneraba a una divinidad llamada Megisto, que podría ser un epíteto de Zeus. En Bulis también se ubicaba una fuente llamada Saunion.
Se conservan restos de las murallas de Bulis.